# Torneo de Estocolmo 2011
El If Stockholm Open es un evento de tenis que se disputa en Estocolmo, Suecia,  se juega entre el 17 y el 23 de octubre de 2011, es parte de la categoría ATP World Tour 250.

## Campeones
- Individuales masculinos:  Gael Monfils derrota a   Jarkko Nieminen 7-5, 3-6, 6-2

- Dobles masculinos:  Rohan Bopanna /  Aisam-ul-Haq Qureshi derrotan a  Marcelo Melo /  Bruno Soares 6-1, 6-3